# Symfonie nr. 20 (Hovhaness)
Alan Hovhaness voltooide zijn Symfonie nr. 20 "Three Journeys to a Holy Mountain" opus 223 in 1968.
Hovhaness componeerde het werk op verzoek van de Ithaca High School Band. De muziek, die geschreven is voor harmonieorkest (symphonic band) is gemodelleerd naar een gewoon symfonieorkest, de violen zijn daarin vervangen door klarinetten et cetera. Dat blijkt onder meer uit een totale bezetting in dat instrument. Van hoog naar laag zijn alle klarinetten vertegenwoordigd, soms in meervoudige bezetten. Wat direct opvalt aan de symfonie is de constante aanwezigheid van percussie-instrumenten om het tempo vast te houden; meestentijds zijn dat de buisklokken.
Het werk bestaat uit drie delen:
1. Andante espressivo;
2. Allegro moderato
3. Andante maestoso

Deel 1 vindt plaats in een langzaam marstempo waarbij er sprake is van drie bogen. De klarinetten zetten een bar landschap neer, met een wisseling van consonanten en dissonanten; het is een muzikale Oosterse stijlfiguur die de dragonfly wordt genoemd. Boven dit landschap spelen de trompetten hun eerste hymneachtige melodie, na het uitsterven daarvan komt de dragonfly terug. Tweede boog in deel 1 wordt volgespeeld door de Engelse hoorn, waarna opnieuw de dragonfly het overneemt. Uiteindelijk besluiten de klarinetten en de dwarsfluiten dit deel.
Deel 2 wordt gespeeld in een sneller marstempo; de solo-altsaxofoon speelt tegenover een decor van het gehele orkest een wat frivoler thema, af en toe bijgestaan door andere saxofonen. Ook hier is het slagwerk als een ostinato opvallend aanwezig, uitmondend is harde slagen in de bekkens. Vervolgens nemen de unisono trompetten de preek voor hun rekening. De hobo en opnieuw klarinetten sluiten dit deel af.
Deel 3 kan vergeleken worden met de zang van een koor, eersteen koraal en vervolgens een fuga dan wel canon om vervolgens terug te keren in het koraal.
De gehele symfonie straalt door haar gebruik van hymnen, koralen en fuga’s een serene sfeer uit. Zijn vorig werk was een cantate; het volgende een werk voor brassband.

## Orkestratie
- 1 piccolo, 8 dwarsfluiten, 2 hobo's, 1 althobo, 1 esklarinet, 4 eerste klarinetten, 4 tweede klarinetten, 2 altklarinetten, 2 basklarinetten, contrabasklarinet, 2 fagotten;
- 2 altsaxofoons, tenorsaxofoon, baritonsaxofoon;
- 4 hoorns, 6 cornetten of trompetten, 1 bariton (tenorsleutel), 1 bariton (bassleutel), 3 eerste trombones, 3 tweede trombones en 3 derde trombones, 6 tubas, contrabas
- pauken, grote tamtam, grote trom, bekkens, buisklokken en vibrafoon

## Discografie
- Uitgave Naxos: Dirigent was Kenneth Brion; orkest was het Royal Scottish Academy of Music and Drama Wind Orchestra.